# TC-2 (ミサイル)

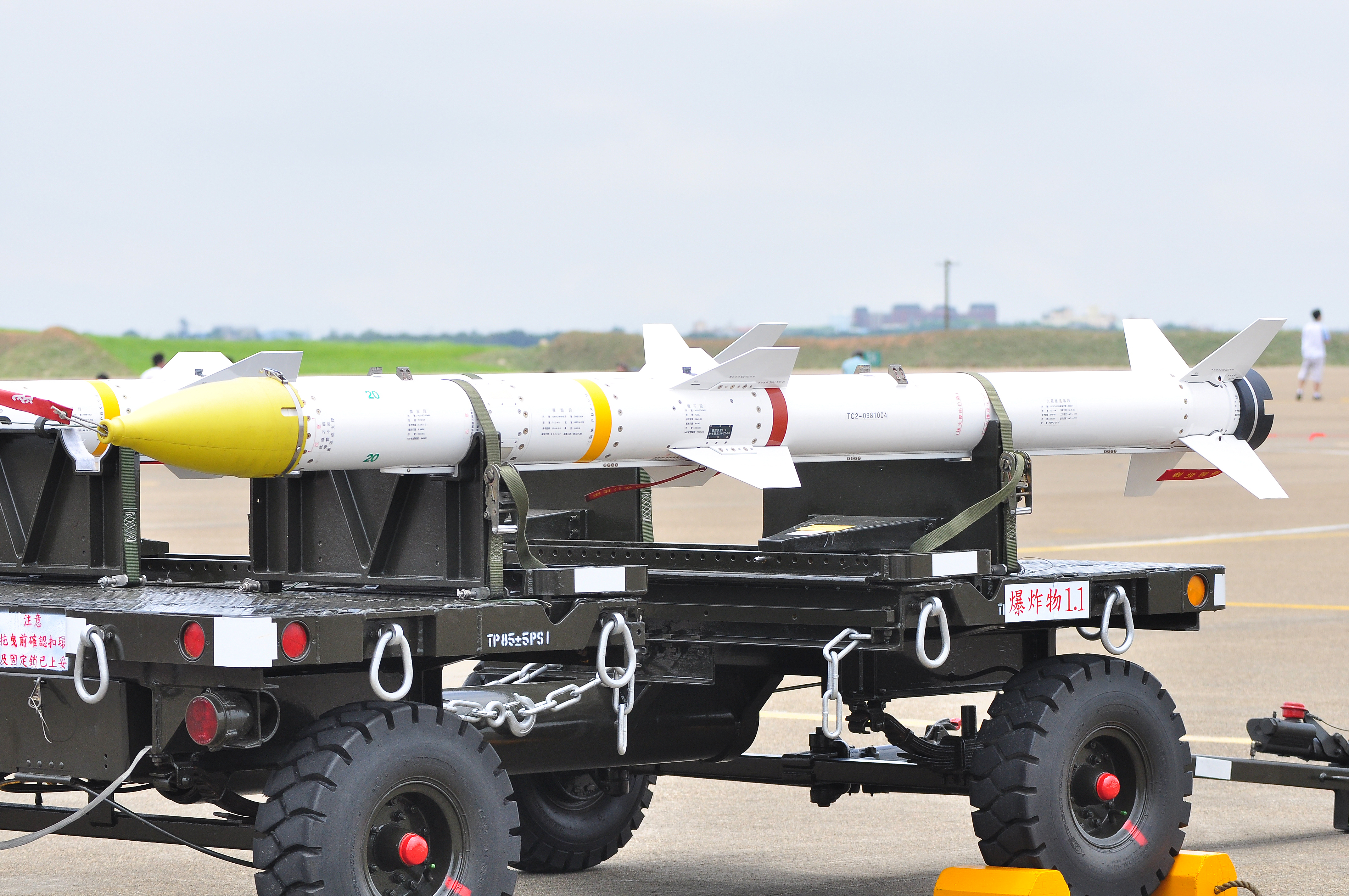

天剣2型（TC-2）は、台湾の中山科学研究院が開発した中距離空対空ミサイルである。このミサイルの存在が明らかになったのは、1988年のIDF(Indigenous Defensive Fighter) 「経国」戦闘機の初公開式典であった。この時、「経国」の胴体中央部に搭載されていたミサイルが「天剣2型」であった。

## 開発経緯
「天剣2型」の開発は、「経国」戦闘機の開発と時を同じくして開始された。米中国交回復に伴ってアメリカが台湾に対する「攻撃兵器」の供与を制限するとの米中合意を受けて、アメリカの台湾に対する兵器システム移転が大きく制限される可能性が高まっていた。これを受けて、台湾では1970年代後半から、兵器自給体制の確立を目指した各種の政策が実施に移されることになった。アメリカも直接の武器輸出は制限する代わりに、各企業による技術支援という形で台湾の兵器国産化に協力することとなった。「天剣2型」の開発においても、アメリカ企業の技術支援があったことが推測される。

「経国」の胴体中央部に搭載の2枚「天剣2型」であった。

兵器国産化の中心プロジェクトの1つとなったのが、国産戦闘機F-CK-1IDF（後の「経国」）であった。IDFの兵装も自主開発されることになり、中距離空対空ミサイル「天剣2型」と近距離空対空ミサイル「天剣1型」の2つの空対空ミサイルが開発されることが決定された。
「天剣2型」は1994年7月に、初の空中投下試験を完了、同年から生産が開始され、1996年に部隊配備が開始された。「天剣2型」は翌年までの間に800時間に及ぶ飛行試験を受け、1997年7月には品質証明が与えられた。
「天剣2型」の外観は、AIM-7「スパロー」やAIM-120「AMRAAM」などとよく似ている。ミサイル中央部と尾部にそれぞれ4枚の翼端切り落としデルタの小翼を有している。中部の小翼は固定式で、尾部の可動式フィンがミサイルの機動制御を行い、近接信管により作動する。
「天剣2型」の誘導方式は、中間誘導が慣性航法方式、終末段階はアクティブ・レーダー・ホーミング誘導方式を採用している。アクティブ・レーダー誘導方式を採用したことにより、「天剣2型」はミサイルの打ちっぱなしが可能となった。アメリカ、ロシア、フランスに続き、台湾は世界で4番目、東アジア諸国では最初に撃ちっ放し能力(Fire-and-forget)のある空対空ミサイルを国産化することに成功した。「天剣2型」の射程は、公式には明らかにされていないが、推測では60km前後と見られており、より射程の長い改良型が登場する可能性も指摘されている。
「経国」戦闘機は、胴体中心軸の専用ハードポイントに「天剣2型」を2発搭載する。現在開発中の「経国」のアップグレード型F-CK-1C/D「経国雄鷹」では「天剣2型」を主翼にも搭載できるようにして搭載数を4発に増やすことになっている。

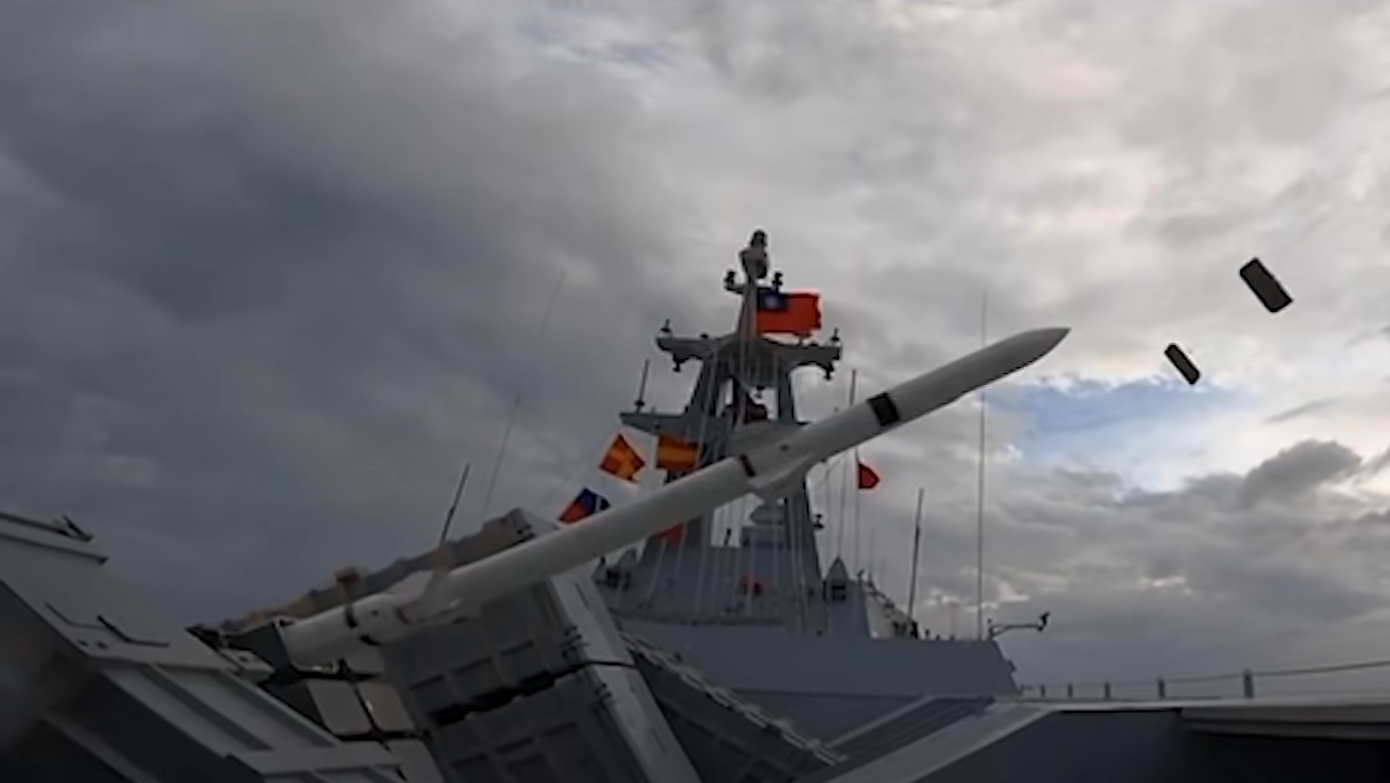
艦上発射「海剣2型」TC-2N

艦対空ミサイルは現在沱江級コルベット2番艦塔江(PGG-619)に8連装×2傾斜発射型海劍二が搭載されています，2021年9月には、国防部は立法院に年間予算を送り、康定級フリゲート6隻の8セル32発垂直発射型海劍二搭載する改修を行う予定だという。。

## 派生型

### TC-2N（海劍二型）

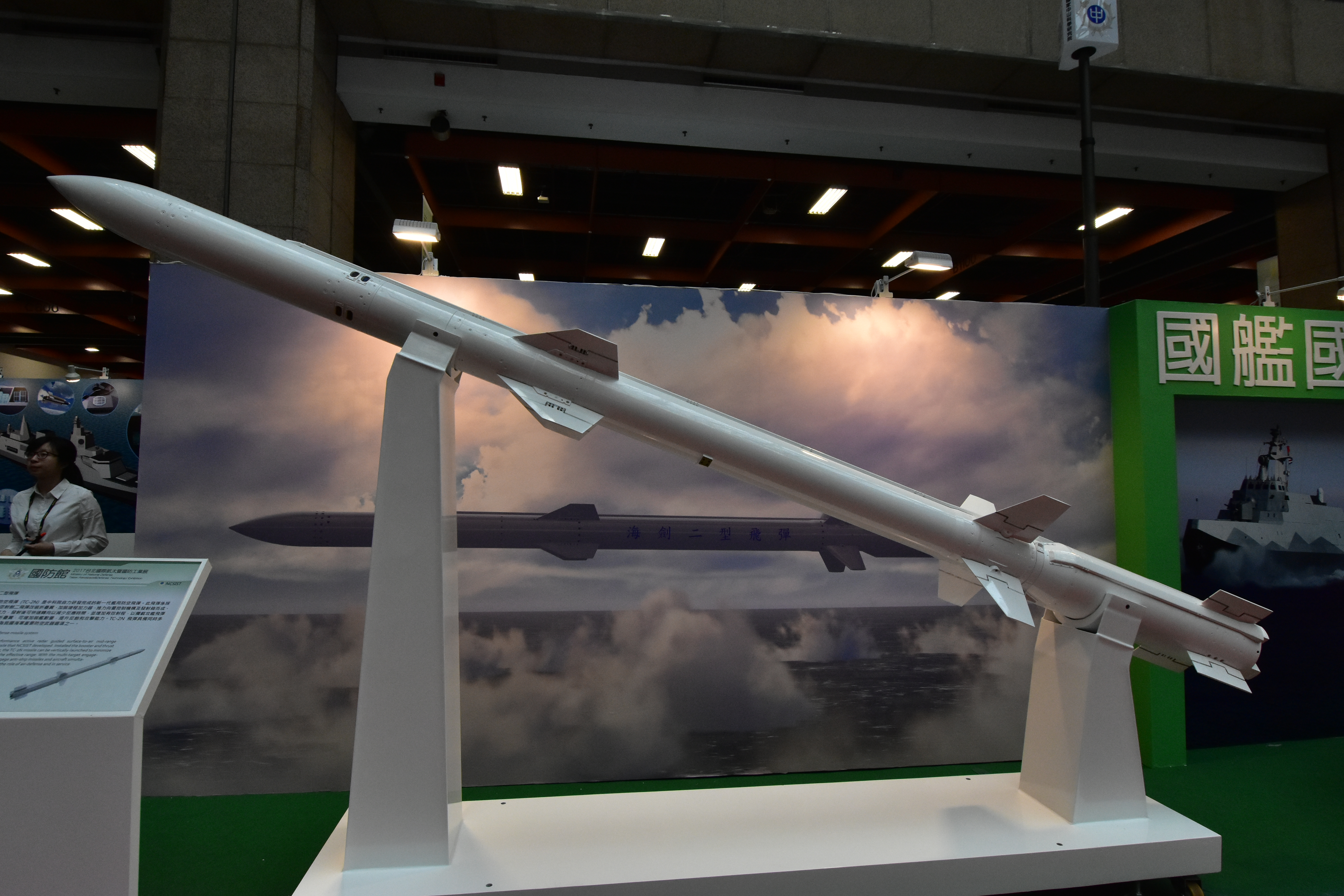
TC-2N

艦上発射の地対空版が後に開発され、TC-2Nと命名された。1994年に開発が開始され、1997年に低空飛行のドローンに対して地上試験が行われた。その開発が公開されたのは2005年で、2006年に垂直発射方式に適合させる狙いが発表された。2014年半ばには艦上発射が初めて行われた。TC-2Nは、海軍の役割としてファランクスCIWSとSM-2システムの防衛ギャップを埋め、射程は30kmである。
このミサイルは全天候型で、発射時の機動性だけでなく射程拡大用の推力偏向ブースターを装備しており（初期の艦載発射試験ではこの機能は備えていなかったが）、対艦ミサイルや航空機との交戦が可能である。また、折り畳み式の操縦翼面を備えており、甲板上の傾斜発射装置と甲板内の垂直発射装置のいずれかに四つ折りにすることも可能である。

### TC-2A
TC-2Aは、AGM-88 HARMと同様の対レーダーミサイルである。TC-2Aプログラムは、TC-2完成後すぐに計画が開始された。TC-2A は、F-CK-1の武装用対レーダーミサイルとして、中華民国空軍の要求を満たすものである。全長3.593m、直径19cm、重量184kg（弾頭重量22kg）、射程100kmとされている。TC-2Aに搭載されたパッシブレーダーシーカーの探知距離は92kmと報告されている。

### TC-2C
研究開発コード：「奔劍」
TC-2Cは、2017 年に最初にテストされ、標準的な TC-2を取り替えることを狙った高度な空対空版である。それは射程100kmでマッハ6まで達せられる改良ロケットモーターを含む、段階的な改善を多く備えている。

### 地対空TC-2（陸劍二型）
研究開発コード：「勁弩」/量産コード：「獵隼」

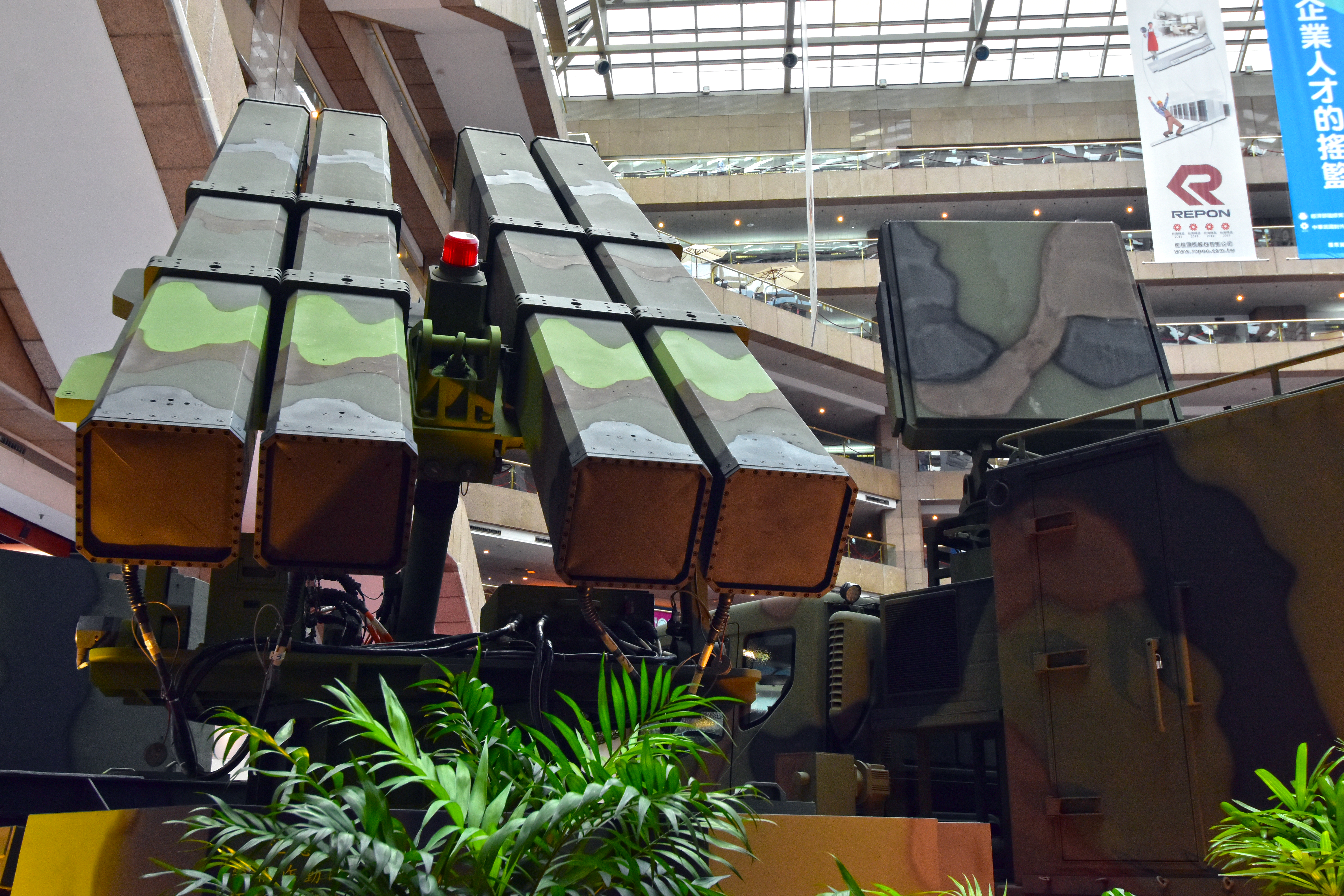
地対空TC-2注射装置とCS/MPQ-90 蜂眼レーダー

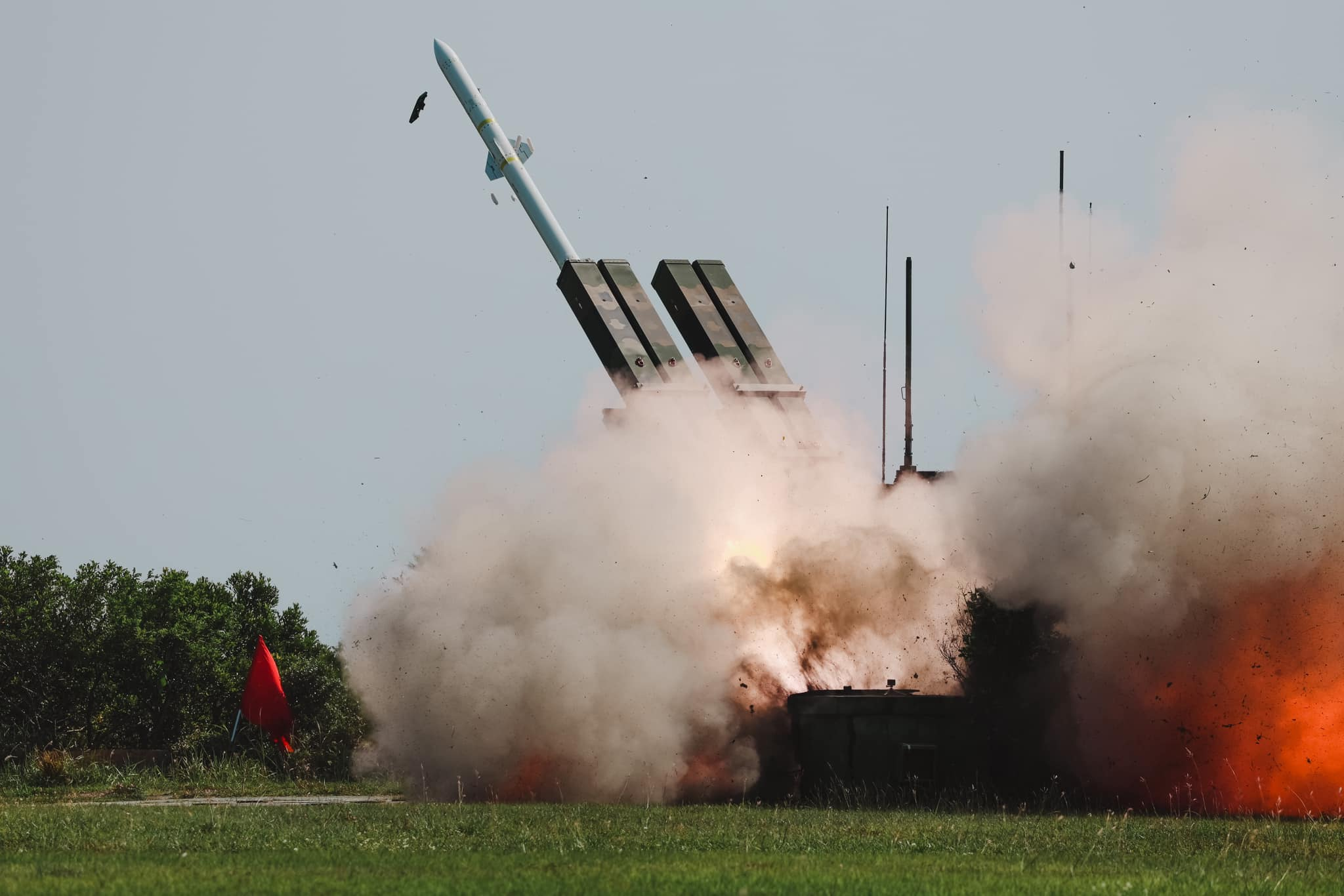
地対空TC-2「陸劍二型」発射

TC-2Nの陸上版は、ミサイルを密閉コンテナ発射装置に収納したものである。国家中山科学研究院は、4つのミサイルポッドを備えたトラック搭載版を展示したことがある。TC-2防空システムは、アブダビの国際防衛展に出展され、キャニスターの長さが 4m、総重量（キャニスターと弾を合わせた重量）が 350kg と報告された。データリンク付きのミッドコース慣性誘導と終末段階アクティブレーダー誘導、電子対抗装置（EECM）・防御を備えているとされているが、有効射程はわずか 15km と報告されている。
246発のミサイル搭載の発射台29基は2019年に発注された。

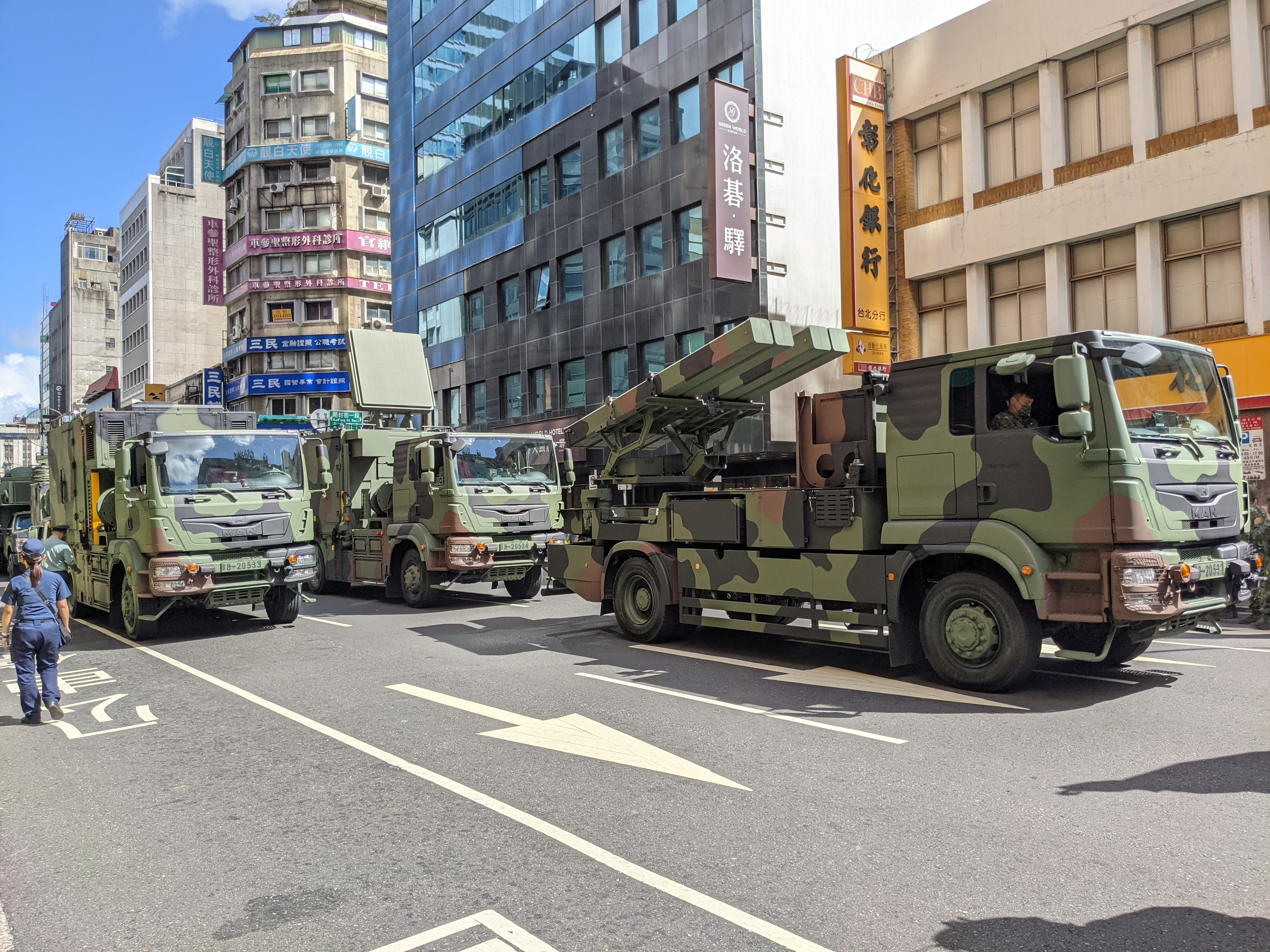
地対空TC-2注射装置、CS/MPQ-90 蜂眼レーダーと指揮車

## 性能（TC-2）
- 種類：対空ミサイル
- エンジン：固体ロケット
- 全長：3.6m
- 重量：184kg
- 直径：203mm
- 弾頭重量：30kg
- 導引方式：慣性誘導+アクティブレーダーホーミング
- 射程：60km
- 配備年度：1999年

## 運用国
- 台湾